# Dmitri Pojarski
Pour les articles homonymes, voir Pojarski.
Dmitri Mikhaïlovitch Pojarski (en russe : Дмитрий Михайлович Пожарский), né le 17 octobre 1577, mort le 30 avril 1642, est un prince russe. 
Après avoir reçu la bénédiction d'Irénarque de Rostov au monastère Saint-Boris-et-Saint-Gleb près de Rostov Veliki, il prit part aux combats contre la Pologne et libéra Moscou de l'occupation polonaise en novembre 1612. L'année suivante, il contribua à l'accession au trône de la dynastie des Romanov, qui mit fin à l'interrègne russe. Il fut couronné par Michel Ier de Russie de l'honorable titre de « sauveur de la mère Patrie ».
L'astéroïde (7979) Pozharskij porte son nom, ainsi que la place de Minine et Pojarski à Nijni Novgorod, et le sous-main Kniaz Pojarski.